# Tatra 605

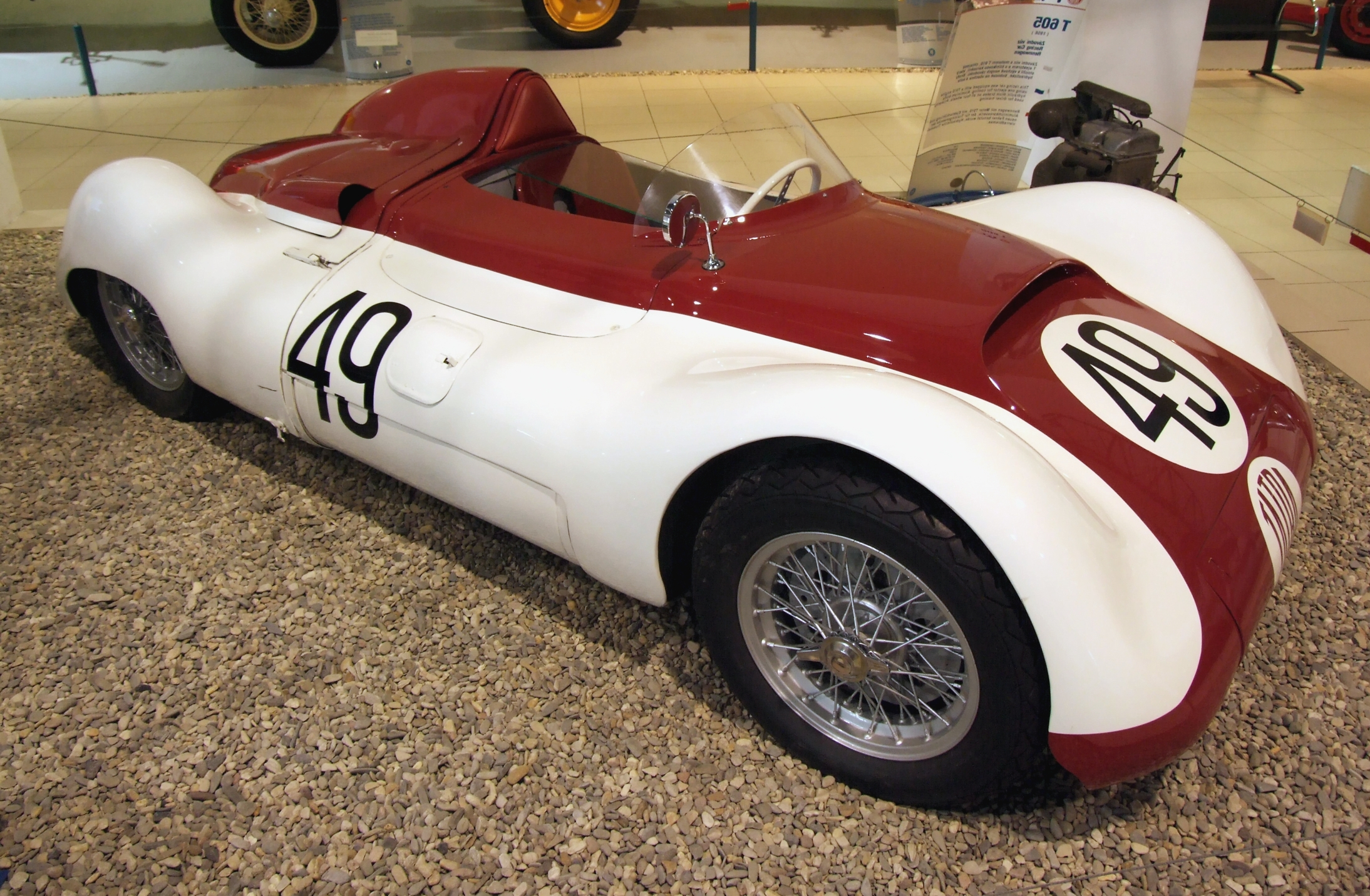

Der Tatra 605 ist der Prototyp eines zweisitzigen Roadsters des damals tschechoslowakischen und heute tschechischen Herstellers Tatra. Er wurde 1956 als Nachfolger des Tatra 602 Tatraplan Sport gebaut.

## Geschichte
Der Tatra 605 ähnelte mit seiner zweisitzigen Aluminiumkarosserie seinem Vorgänger. Er hatte jedoch nur einen Zweizylindermotor im Heck eingebaut. Die Ejektorkühlung übernahm er vom Rennwagen Typ 607 Monoposto. Vorder- und Hinterräder waren unabhängig aufgehängt und hatten Drehstabfederung. Der offene Wagen mit kleinen Türen besaß eine V-förmige Windschutzscheibe.

## Renneinsätze
1957 baute das Tatra-Werk den 605 als Nachwuchsförderungswagen für die Junior 3-Kategorie für Wagen bis 750 cm³ Hubraum auf.
Der erste Renneinsatz des Wagens erfolgte am 9. Mai 1957 beim „Hanácký okruh“ in Přerov. Pilot Alois Mark konnte aufgrund eines Ölpumpenschadens im Training & Qualifying zwar nur von der 10. Position starten, Übernahm nach dem Start jedoch schon in der 6. Runde die Spitze. Er musste sich gegen Ende des Rennens lediglich Pilot Brokeš in einem BT-Wagen geschlagen geben.
Im September 1957 nahm er am Rennen in Ostrava-Vítkovice teil, wo der Wagen an dritter Stelle liegend in Runde 4 einen technischen Ausfall erlitt.
Ein zweiter Wagen wurde für Jiří Gajdoš aufgebaut der damit 1960 bis 61 mehrere Rennen bestritt. Beim Einsatz in Mladá Boleslav gelang ihm als bestes Resultat ebenfalls ein zweiter Platz.

## Technische Daten
Typ 605 Baujahr 1956

- Länge: ?
- Breite: ?
- Gesamthöhe: ?
- Radstand: 2070 mm
- Spurweite vorne: 1200 mm
- Spurweite hinten: 1120 mm
- Bodenfreiheit: ?
- Motor: Zweizylinder-Reihenmotor mit 2 Weber-Vergasern, OHV-Ventilsteuerung, luftgekühlt (Ejektorkühlung)
- Hubraum: 636 cm³
- Leistung: 54 PS (40 kW) bei 7000/min
- Getriebe: Einscheiben-Trockenkupplung, Viergang-Schaltgetriebe mit Knüppelschaltung, teilsynchronisiert
- Antriebsart: Heckantrieb
- Leergewicht 320 kg (Chassis-Gewicht 75 kg)
- Höchstgeschwindigkeit 168 km/h (Werksangabe)